# Young (Arizona)
Young é uma Região censo-designada localizada no estado americano de Arizona, no Condado de Gila.

## Demografia
Segundo o censo americano de 2000, a sua população era de 561 habitantes.

## Geografia
De acordo com o United States Census Bureau, a localidade tem uma área de 108,8 km², sem área coberta por água. Young localiza-se a aproximadamente 1581 m acima do nível do mar.

## Localidades na vizinhança
O diagrama seguinte representa as localidades num raio de 48 km ao redor de Young.